# Trichostigma polyandrum
Trichostigma polyandrum är en kermesbärsväxtart som först beskrevs av Ludwig Eduard Loesener, och fick sitt nu gällande namn av H.Walter. Trichostigma polyandrum ingår i släktet Trichostigma och familjen kermesbärsväxter. Inga underarter finns listade i Catalogue of Life.

## Bildgalleri

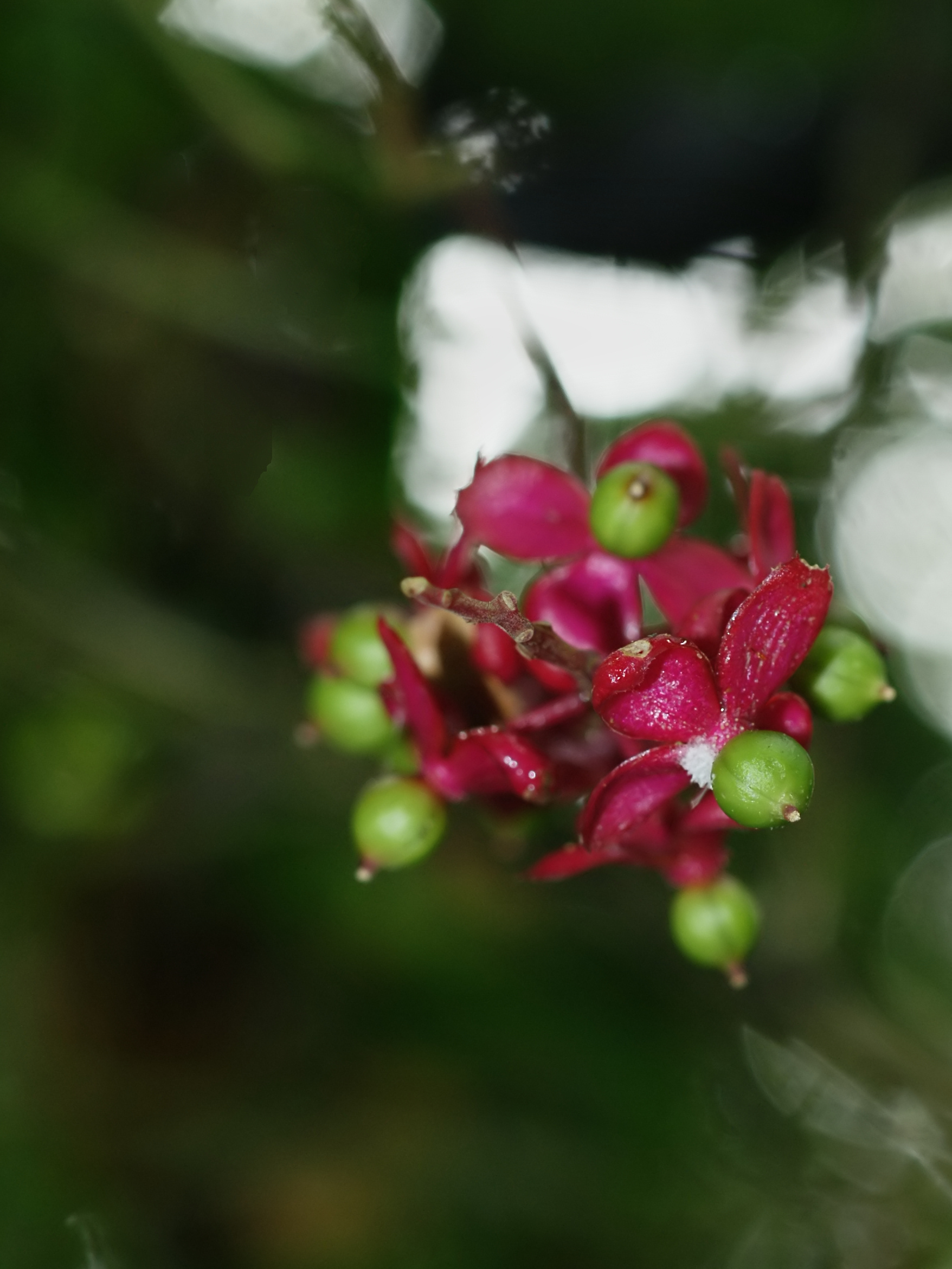